# Liu Xiaobo

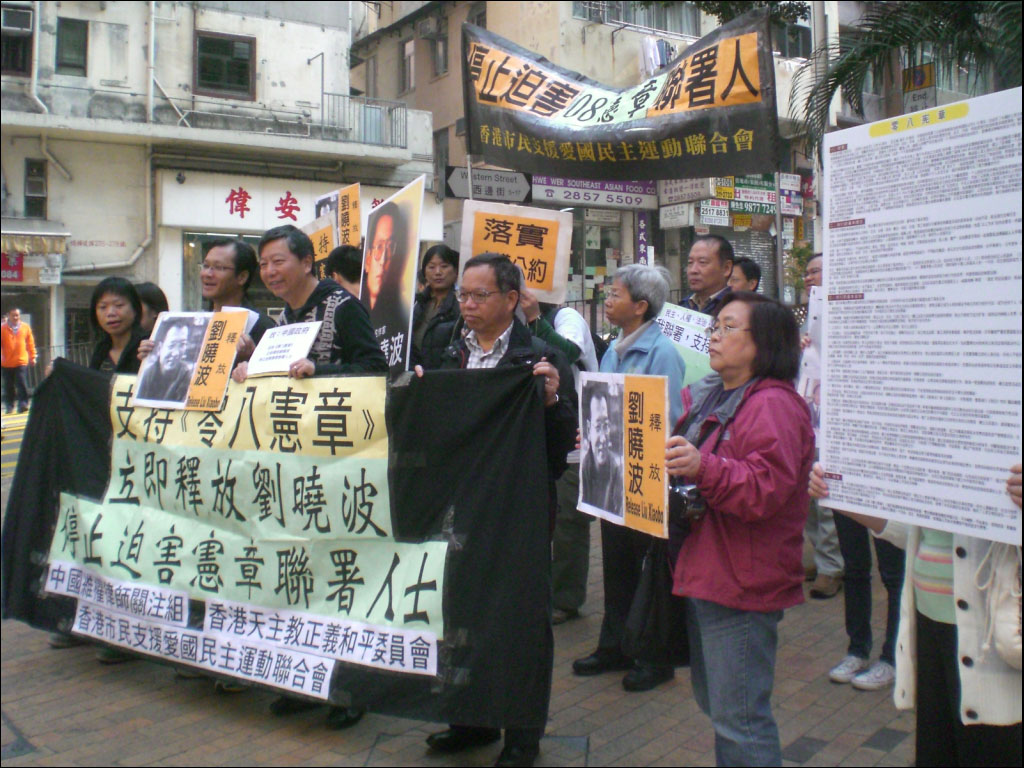
Protester i Hongkong mot Liu Xiaobos arrestering.

Liu Xiaobo (traditionell kinesiska: 劉曉波?, förenklad kinesiska: 刘晓波?, pinyin: Liú Xiǎobō), född 28 december 1955 i Changchun i Jilin, död 13 juli 2017 i Shenyang i Liaoning, var en kinesisk litteraturvetare och en av de mest kända regimkritikerna i Kina. Han dömdes till elva års fängelse för anstiftan av samhällsomstörtande verksamhet. Han tilldelades Nobels fredspris 2010.
Liu Xiaobo uttalas [li̯ou̯ ɕi̯ɑʊ̯bɔ] med ett tje-ljud liknande det i Kina.

## Bakgrund
Liu föddes i ett intellektuellt hem i Changchun i nordöstra Kina 1955. Åren 1969 till 1973 bodde han tillsammans med sina föräldrar i en folkkommun i Hinggan i Inre Mongoliet.
1976 återvände han med sin familj till Changchun och han arbetade därefter en kort tid vid en fabrik. Han fick sedan möjlighet att studera vid en mellanskola. Han avlade filosofie kandidatexamen i litteraturvetenskap vid Jilinuniversitetet 1982 och magisterexamen i samma ämne vid Pekings lärarhögskola (Beishida), där han också tog en doktorsexamen 1988.
Under 1980-talet gjorde han sig känd genom två böcker, Kritik av valet – dialog med Li Zehou (选择的批判——与李泽厚对话, 1987) och Estetiken och människans frihet (审美与人的自由, 1988), där han bland annat kritiserade den namnkunnige kinesiske tänkaren Li Zehou.
Han har varit gästforskare vid ett antal utländska lärosäten, såsom Universitetet i Oslo, University of Hawaii och Columbia University.

## Regimkritiker
Liu var länge känd som en frispråkig kritiker av Kinas kommunistiska parti och han var aktiv i protesterna på Himmelska fridens torg 1989, vilket ledde till frihetsberövande i två år samt till att han förlorade sin tjänst vid Pekings lärarhögskola. Under 1990-talet ägnade han sig åt politisk aktivism i demokratirörelsen och arresterades ibland av polisen för sina aktiviteter.

## Manifest för ökad demokrati
I december 2008 undertecknade han ett politiskt manifest för ökad demokrati i Kina, Charta 08, tillsammans med ett hundratal andra intellektuella. Kort därefter blev han arresterad och satt sedan dess i fängsligt förvar. Den 25 december 2009 dömde en domstol i Peking honom till elva års fängelse för ”uppvigling till omstörtande verksamhet”, vilket är den hårdaste domen i sitt slag sedan 1997. Han satt fram till sin död i Jinzhou-fängelset.

## Nobels fredspris
Den 8 oktober 2010 beslutade den Norska Nobelkommittén att tilldela Liu Xiaobo Nobels fredspris, ”för hans långa och våldsfria kamp för centrala mänskliga rättigheter i Kina”. Inför prisutdelningen i Oslo den 10 december varnade Kina olika länder för att delta i högtidligheterna. Vilka repressalier som kunde drabba de länder som likväl deltog var dock osäkert. Svenska Dagbladet rapporterade att ”Varje europeisk regering som sänder företrädare till ceremonin ’får ta konsekvenserna’, sade Cui Tiankai, Kinas vice utrikesminister vid en presskonferens i Peking på fredagen.” Uppsättningen av Some Sunny night där Alexander Rybak skulle spela huvudrollen blev inställd på grund av att Liu skulle få fredspriset; Kinas kulturminister sade två veckor innan repetitionerna skulle börja att de norska skådespelarna och musikerna inte längre var välkomna in i landet.
Liu Xiaobo var inte den förste fredsprismottagaren som utmanat sitt lands makthavare. En annan var Carl von Ossietzky, som erhöll Nobels fredspris 1935.